# Pedro Rodríguez de la Vega
Pour les articles homonymes, voir Pedro Rodríguez, Rodríguez et De la Vega.
Ne pas confondre avec son frère : Ricardo Rodríguez.
Pedro Rodríguez de la Vega, né le 18 janvier 1940 à Mexico et mort le 11 juillet 1971 à Nuremberg dans un accident, est un pilote automobile mexicain. À son palmarès, il compte notamment deux victoires en Formule 1 ainsi qu'un succès aux 24 Heures du Mans (pour 13 victoires en endurance). Le circuit de Mexico qui a accueilli la Formule 1 jusqu'en 1992 (et à nouveau depuis 2015) et qui accueille de nos jours des manches des championnats Champ Car et Nascar Busch Series est baptisé Autódromo Hermanos Rodríguez en hommage à Pedro et son jeune frère Ricardo.

## Biographie

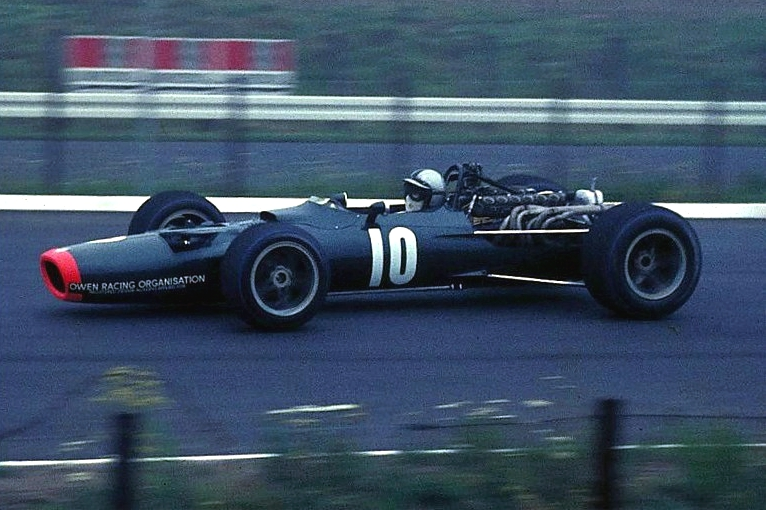
Pedro Rodríguez sur BRM lors des essais du Grand Prix d'Allemagne au Nürburgring en 1968

C'est sur deux roues que Pedro Rodríguez fait ses débuts en compétition. Champion du Mexique de moto en 1953 et 1954, il accède dans les années qui suivent au sport automobile, en compagnie de son frère cadet Ricardo. En 1957, les deux frères (âgés respectivement de 17 et 15 ans, ce qui est exceptionnellement jeune) font leurs débuts internationaux dans des épreuves de la catégorie Sport en Amérique Centrale, et Pedro décroche même un volant pour les 24 Heures du Mans de 1958 sur une Ferrari engagée par Luigi Chinetti. 
Dans les années qui suivent, la carrière de Pedro a tendance à stagner, à l'inverse de celle de son jeune frère Ricardo qui fin 1961, devient à seulement 19 ans pilote officiel de la Scuderia Ferrari en Formule 1. Mais le fulgurant début de carrière de Ricardo est brisé fin 1962 dans un accident mortel lors des essais du Grand Prix du Mexique, une course de Formule 1 hors-championnat. Très éprouvé par la mort de son frère cadet, Pedro décide après une période d'hésitation de poursuivre sa carrière. Spécialisé dans les épreuves d'endurance (ce qui lui vaudra de remporter les 24 Heures du Mans en 1968 sur une Ford GT40 en équipage avec Lucien Bianchi), il accède à son tour à la Formule 1 en 1963, mais doit attendre la saison 1967 pour bénéficier d'un volant à temps complet. Son championnat 1967 ne peut d'ailleurs pas mieux commencer puisqu'avec un peu de réussite, il remporte le Grand Prix d'Afrique du Sud au volant de la Cooper-Maserati. Passé chez BRM la saison suivante, il s'affirme comme l'une des valeurs sures de la F1 et remporte en 1970 un deuxième succès, à l'occasion du Grand Prix de Belgique.
Il remporte huit courses comptant pour le championnat du monde des voitures de sport en deux saisons. Le titre pilote n'existant pas à cette époque, Pedro Rodriguez ne reçoit pas de titre.
Le 11 juillet 1971, il se tue au volant d'une Ferrari 512 M à l'occasion d'une manche du championnat Interserie sur le tracé du Norisring à Nuremberg, le dégonflement du pneu avant droit ayant provoqué un déjantage, la voiture hors de contrôle percutant alors violemment la pile d'un pont.

## Résultats en championnat du monde de Formule 1
| Saison | Écurie                     | Châssis      | Moteur              | Pneus     | GP disputés | Victoires | Meilleurs tours | Points inscrits | Classement |
| ------ | -------------------------- | ------------ | ------------------- | --------- | ----------- | --------- | --------------- | --------------- | ---------- |
| 1963   | Team Lotus                 | Lotus 25     | Climax FWMV V8      | Dunlop    | 2           | 0         | 0               | 0               | n.c.       |
| 1964   | North American Racing Team | Ferrari 156  | Ferrari 178 V6      | Dunlop    | 1           | 0         | 0               | 1               | 19e        |
| 1965   | North American Racing Team | Ferrari 1512 | Ferrari 207 Flat-12 | Dunlop    | 2           | 0         | 0               | 2               | 14e        |
| 1966   | Team Lotus                 | Lotus 33     | Climax FWMV V8      | Firestone | 2           | 0         | 0               | 0               | n.c.       |
| 1966   | Team Lotus                 | Lotus 33     | BRM P60 V8          | Firestone | 1           | 0         | 0               | 0               | n.c.       |
| 1967   | Cooper Car Company         | Cooper T81   | Maserati 9/F1 V12   | Firestone | 6           | 1         | 0               | 15              | 6e         |
| 1967   | Cooper Car Company         | Cooper T81   | Maserati 10/F1 V12  | Firestone | 1           | 0         | 0               | 15              | 6e         |
| 1967   | Cooper Car Company         | Cooper T81B  | Maserati 10/F1 V12  | Firestone | 1           | 0         | 0               | 15              | 6e         |
| 1968   | Owen Racing Organisation   | BRM P126     | BRM P142 V12        | Goodyear  | 1           | 0         | 0               | 18              | 6e         |
| 1968   | Owen Racing Organisation   | BRM P133     | BRM P142 V12        | Goodyear  | 11          | 0         | 1               | 18              | 6e         |
| 1969   | Reg Parnell Racing         | BRM P126     | BRM P142 V12        | Goodyear  | 2           | 0         | 0               | 3               | 13e        |
| 1969   | Reg Parnell Racing         | BRM P126     | BRM P142 V12        | Dunlop    | 1           | 0         | 0               | 3               | 13e        |
| 1969   | Scuderia Ferrari           | Ferrari 312  | Ferrari 255C V12    | Firestone | 2           | 0         | 0               | 3               | 13e        |
| 1969   | North American Racing Team | Ferrari 312  | Ferrari 255C V12    | Firestone | 3           | 0         | 0               | 3               | 13e        |
| 1970   | Owen Racing Organisation   | BRM P153     | BRM P142 V12        | Dunlop    | 1           | 0         | 0               | 23              | 7e         |
| 1970   | Yardley Team BRM           | BRM P153     | BRM P142 V12        | Dunlop    | 12          | 1         | 0               | 23              | 7e         |
| 1971   | Yardley Team BRM           | BRM P160     | BRM P142 V12        | Firestone | 5           | 0         | 0               | 9               | 9e         |
|        | Total                      |              |                     |           | 54          | 2         | 1               | 71              |            |

## Résultats aux 24 Heures du Mans
| Année | Équipe                                | n° | Voiture               | Cat.   | Équipiers           | Départ | Tours  | Résultat                    |
| Année | Équipe                                | n° | Moteur                | Cat.   | Équipiers           | Départ | Heures | Résultat                    |
| ----- | ------------------------------------- | -- | --------------------- | ------ | ------------------- | ------ | ------ | --------------------------- |
| 1958  | North American Racing Team            | 25 | Ferrari 500 TR58      | S 2.0  | José Behra          | 33e    | 119    | Abandon (Refroidissement)   |
| 1958  | North American Racing Team            | 25 | Ferrari 2,0 L L4      | S 2.0  | José Behra          | 33e    | 12 h   | Abandon (Refroidissement)   |
| 1959  | OSCA Automobili                       | 51 | O.S.C.A. Sport 750TN  | S 750  | Ricardo Rodríguez   | 11e    | 32     | Abandon (Pompe à eau)       |
| 1959  | OSCA Automobili                       | 51 | O.S.C.A. 0,7 L L4     | S 750  | Ricardo Rodríguez   | 11e    | 5 h    | Abandon (Pompe à eau)       |
| 1960  | Scuderia Ferrari SpA                  | 12 | Ferrari 250 TRI/60    | S 3.0  | Ludovico Scarfiotti | 47e    | 22     | Abandon (Panne d'essence)   |
| 1960  | Scuderia Ferrari SpA                  | 12 | Ferrari 3,0 L V12     | S 3.0  | Ludovico Scarfiotti | 47e    | 3 h    | Abandon (Panne d'essence)   |
| 1961  | North American Racing Team            | 17 | Ferrari 250 TRI/61    | S 3.0  | Ricardo Rodríguez   | 2e     | 305    | Abandon (Moteur)            |
| 1961  | North American Racing Team            | 17 | Ferrari 3,0 L V12     | S 3.0  | Ricardo Rodríguez   | 2e     | 23 h   | Abandon (Moteur)            |
| 1962  | SpA Ferrari SEFAC                     | 28 | Ferrari Dino 246 SP   | E 3.0  | Ricardo Rodríguez   | 32e    | 174    | Abandon (Boite de vitesses) |
| 1962  | SpA Ferrari SEFAC                     | 28 | Ferrari 2,4 L V6      | E 3.0  | Ricardo Rodríguez   | 32e    | 13 h   | Abandon (Boite de vitesses) |
| 1963  | North American Racing Team            | 10 | Ferrari 330 TRI/LM    | P +3.0 | Roger Penske        | 1er    | 113    | Abandon (Accident)          |
| 1963  | North American Racing Team            | 10 | Ferrari 4,0 L V12     | P +3.0 | Roger Penske        | 1er    | 9 h    | Abandon (Accident)          |
| 1964  | North American Racing Team            | 15 | Ferrari 330 P         | P 5.0  | Skip Hudson         | 3e     | 58     | Abandon (Moteur)            |
| 1964  | North American Racing Team            | 15 | Ferrari 4,0 L V12     | P 5.0  | Skip Hudson         | 3e     | 5 h    | Abandon (Moteur)            |
| 1965  | North American Racing Team            | 18 | Ferrari 365 P2/P1     | P 5.0  | Nino Vaccarella     | 6e     | 320    | 7e                          |
| 1965  | North American Racing Team            | 18 | Ferrari 4,4 L V12     | P 5.0  | Nino Vaccarella     | 6e     | 24 h   | 7e                          |
| 1966  | North American Racing Team            | 27 | Ferrari 330 P3 Spyder | P 5.0  | Richie Ginther      | 5e     | 151    | Abandon (Boite de vitesses) |
| 1966  | North American Racing Team            | 27 | Ferrari 4,0 L V12     | P 5.0  | Richie Ginther      | 5e     | 10 h   | Abandon (Boite de vitesses) |
| 1967  | North American Racing Team            | 25 | Ferrari 330 P3        | P 5.0  | Giancarlo Baghetti  | 8e     | 144    | Abandon (Piston)            |
| 1967  | North American Racing Team            | 25 | Ferrari 4,0 L V12     | P 5.0  | Giancarlo Baghetti  | 8e     | 11 h   | Abandon (Piston)            |
| 1968  | John Wyer Automotive Engineering Ltd. | 9  | Ford GT40 Mk I        | S 5.0  | Lucien Bianchi      | 4e     | 331    | Vainqueur                   |
| 1968  | John Wyer Automotive Engineering Ltd. | 9  | Ford 4,9 L V8         | S 5.0  | Lucien Bianchi      | 4e     | 24 h   | Vainqueur                   |
| 1969  | SpA Ferrari SEFAC                     | 18 | Ferrari 312 P Coupé   | P 3.0  | David Piper         | 9e     | 223    | Abandon (Fuite d'huile)     |
| 1969  | SpA Ferrari SEFAC                     | 18 | Ferrari 3,0 L V12     | P 3.0  | David Piper         | 9e     | 16 h   | Abandon (Fuite d'huile)     |
| 1970  | John Wyer Automotive Engineering Ltd. | 21 | Porsche 917 K         | S 5.0  | Leo Kinnunen        | 5e     | 22     | Abandon (Moteur)            |
| 1970  | John Wyer Automotive Engineering Ltd. | 21 | Porsche 4,9 L Flat-12 | S 5.0  | Leo Kinnunen        | 5e     | 4 h    | Abandon (Moteur)            |
| 1971  | John Wyer Automotive Engineering Ltd. | 18 | Porsche 917 LH        | S 5.0  | Jackie Oliver       | 1er    | -      | Abandon (Fuite d'huile)     |
| 1971  | John Wyer Automotive Engineering Ltd. | 18 | Porsche 4,9 L Flat-12 | S 5.0  | Jackie Oliver       | 1er    | 14 h   | Abandon (Fuite d'huile)     |

## Autres victoires en endurance
- 1 000 kilomètres de Paris en 1961 et 1962 ;
- 2 000 kilomètres (puis 24 Heures) de Daytona en 1964, 1970 et 1971 ;
- 12 Heures de Reims en 1965 ;
- 1 000 kilomètres de Brands Hatch en 1970 ;
- 1 000 kilomètres de Monza en 1970 et 1971 ;
- 6 Heures de Watkins Glen en 1970 ;
- 1 000 kilomètres de Spa en 1971 ;
- 1 000 kilomètres de Zeltweg en 1971.